# Альона Савченко
Альона Савченко, уроджена Оле́на Валенти́нівна Са́вченко (Aljona Savchenko; нар. 19 січня 1984, Обухів, Київська область, Україна) — українська і німецька фігуристка, що виступає у парному спортивному фігурному катанні (з 2004 року на офіційних змаганнях за Німеччину). З 2004 року виступала в парі з Робіном Шолковим (за Німеччину), разом з яким є бронзовим медалістом Зимових Олімпійських Ігор 2010, чотиразовою чемпіонкою Європи (2007—09 роки, поспіль, 2011), дворазовою чемпіонкою світу з фігурного катання (2008 і 2009), 6-разовою переможицею національної першості Німеччини з фігурного катання (2004—09 роки), у парі зі С. О. Морозовим вигравала Чемпіонат світу з фігурного катання серед юніорів (2001), двічі Чемпіонат з фігурного катання України (2000, 2001 роки).
Золоту олімпійську медаль та звання олімпійської чемпіонки Савченко виборола на Пхьончханській олімпіаді 2018 року в парі з Бруно Массо.

## Біографія
Олена Савченко почала кататися на ковзанах у 3-річному віці. Батько водив кататися її на озеро, він хотів віддати доньку в школу фігурного катання в Києві, але виявилось, що вона ще замала. Дівчинку взяли на навчання лише наступного року.
Савченко та її перший партнер Дмитро Боєнко тренувалися в Олександра Артищенка і представляли Київ і Україну в складі спортивного клуба внутрішніх справ «Динамо». Пара розпалася після Чемпіонату світу з фігурного катання серед юніорів 1998 року, на якому вони посіли 13-е місце.
Наступним партнером Олени став Станіслав Морозов, також у рамках СК «Динамо»-Київ, а тренером пари — відомий український фахівець Галина Кухар. Пара Савченко/Морозов виграли Чемпіонат світу з фігурного катання серед юніорів 2000 року, двічі вигравали Чемпіонат України і стали 15-ми на XIX Зимовій Олімпіаді (Солт-Лейк-Сіті, 2002 рік). Того ж року фігуристи припинили виступати разом.
У пошуках нового партнера Савченко звернулася до відомого журналіста, що спеціалізується на фігурному катанні, Артура Вернера. Той порадив Олену тренеру Інґо Штойєру, в якого саме був вільний парник — Робін Шолкови, і в травні 2003 року Олена вирушила до Німеччини.

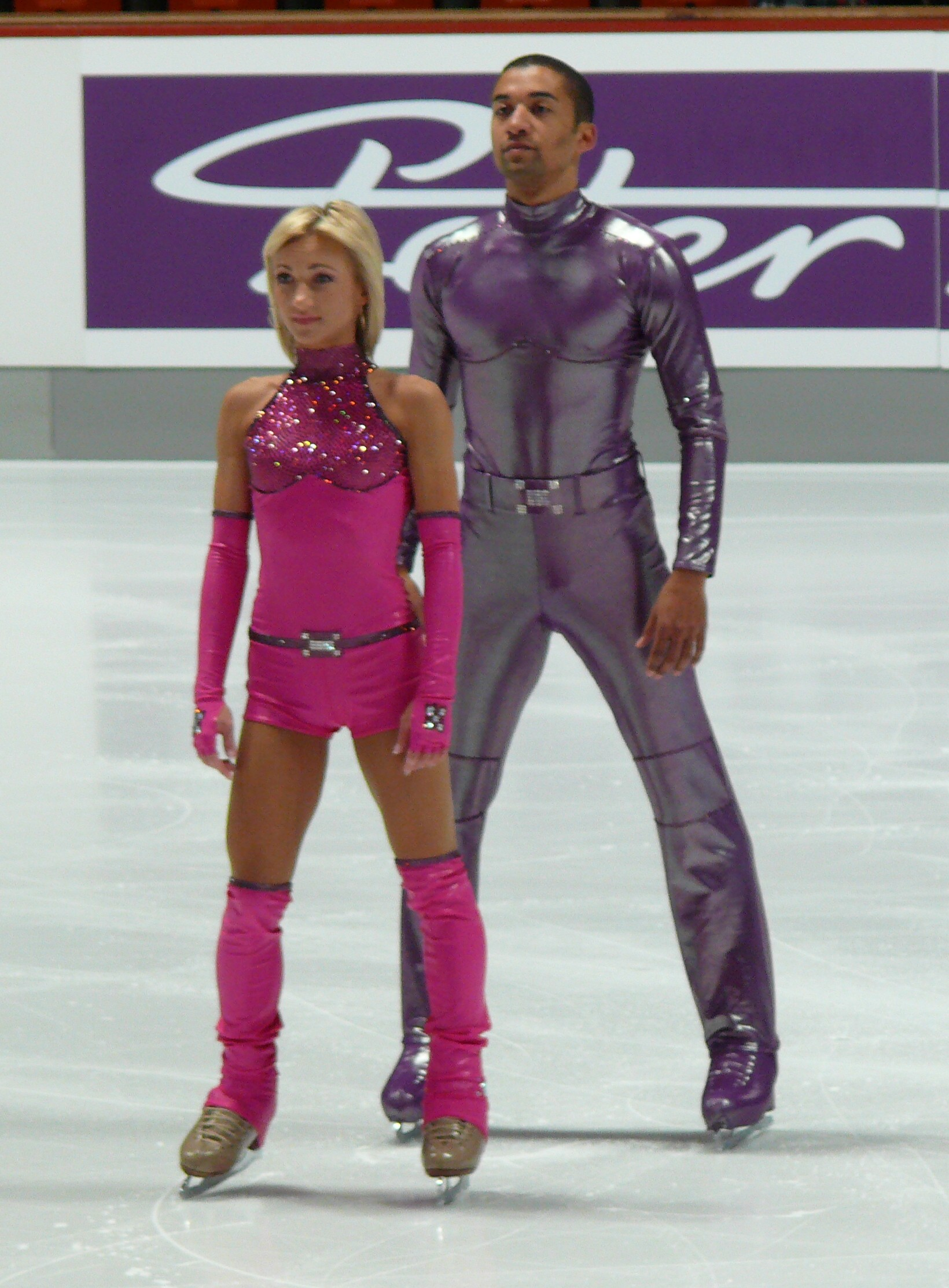
Олена Савченко і Робін Шолкови на турнірі «Nebelhorn Trophy»-2008 (коротка програма)

У 2004 році, у свій перший сезон і фактично по декількох місяцях спільних тренувань, пара Савченко/Шолкови виграли Чемпіонат Німеччини. На міжнародній арені вони дебютували на початку сезону 2004/2005. Пара знову виграла Чемпіонат Німеччини з фігурного катання, стала 4-ю на Чемпіонаті Європи з фігурного катання і 6-ю на Чемпіонаті світу з фігурного катання. Впродовж сезону 2005/2006 пара втретє виграла національну першість Німеччини з фігурного катання, завоювала срібло на європейській першості і стала 6-ю на Чемпіонаті світу з фігурного катання 2006 року.
Олені Савченко надали німецьке громадянство 29 грудня 2005 року, що уможливило участь пари на турнірі з фігурного катання на ХХ Зимовій Олімпіаді (Турин, 2006), де спортсмени знову посіли 6-у позицію.
У березні 2007 року Савченко і Шолкови нарешті вибороли свою першу медаль на Світовій першості з фігурного катання — бронза на ЧС-2007, перед тим знову ставши 1-ми «на Європі».
У 2008 році пара вдруге виграла Чемпіонат Європи з фігурного катання і тріумфально перемогла на Чемпіонаті світу з фігурного катання.
В сезоні 2008/2009 Олена і Робін посіли третє місце у Фіналі Гран-прі з фігурного катання, поступившись лише 2 найсильнішім китайським парам, а в січні 2009 року вшосте поспіль стали переможцями Національної першості Німеччини з фігурного катання.

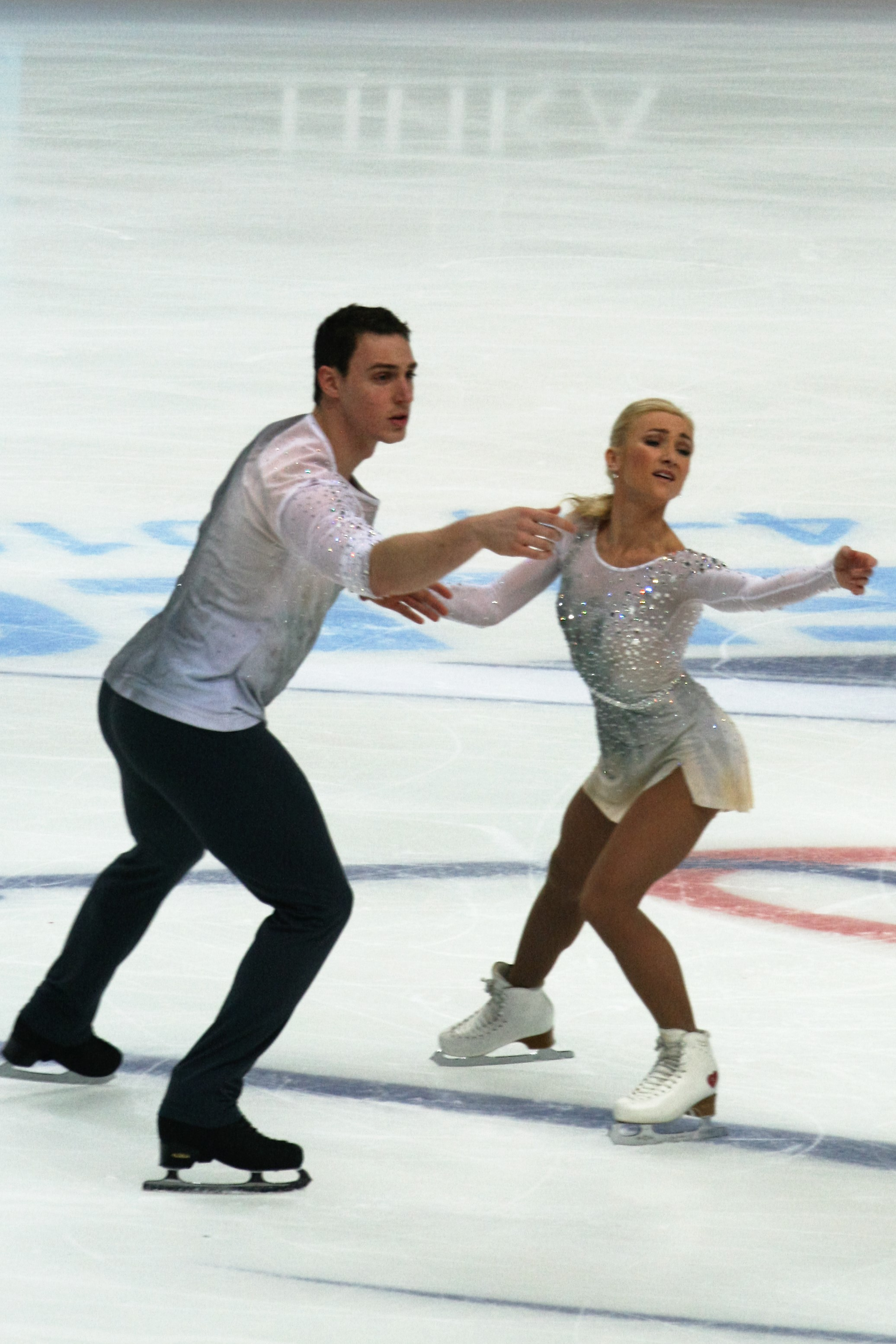
У парі з Бруно Массо

Наприкінці січня 2009 року в Гельсінкі пара Савченко/Шолкови стала триразовими чемпіонами Європи з фігурного катання, наприкінці березня — на Чемпіонаті світу з фігурного катання 2009 року — вдруге найсильнішими на планеті.
Сезон 2009/2010, олімпійський, пара Савченко/Шолкови почала з призерських виступів на етапах серії Гран-Прі — броза на «Trophée Bompard»—2009 та золото «Skate Canada»—2009, відібравшись до Фіналу, де поступилась 2 сильним китайським парам Пан/Тун та Джанґ/Джанґ, ставши тертьою. А на ЧЄ—2010 з фігурного катання німецькі фігуристи несподівано програли золото росіянам Кавагуті/Смірнову. Нарешті, на олімпійському турнірі з фігурного катання (спортивні пари) Олена Савченко та Робін Шолкови поступились також 2 сильним парам з Китаю — фігуристам, які повернулися у великий спорт і тріумфували в сезоні 2009/2010, вигравши всі старти, включно з олімпійськими змаганнями, Шень Ксю/Чжао Хунбо та срібним призерам Олімпіади Пан Цін/Тун Цзянь, здобувши, таким чином свою першу олімпійську медаль — «бронзу» олімпійського Ванкувера.
З 2015 року виступає в з колишнім французьким фігуристом Бруно Массо. Пара представляє Німеччину.

## Спортивні досягнення
(в парі з Бруно Массо)
| Змагання/Сезон                  | 2015/16 | 2016/17 | 2017/18 |
| ------------------------------- | ------- | ------- | ------- |
| Зимові Олімпійські ігри         |         |         | 1       |
| Чемпіонати світу                | 3       | 2       |         |
| Чемпіонати Європи               | 2       | 2       |         |
| Чемпіонати Німеччини            | 1       |         | 1       |
| Фінали Гран-Прі                 |         |         | 1       |
| Етапи Гран-прі: «Skate America» |         |         | 1       |
| Етапи Гран-прі: «Skate Canada»  |         |         | 2       |
| Етапи Гран-Прі: «Cup of Russia» |         | 1       |         |
| Турніри «Nebelhorn Trophy»      |         | 1       | 2       |

(в парі з Робіном Шолкови)
| Змагання/Сезон                    | 2003/04 | 2004/05 | 2005/06 | 2006/07 | 2007/08 | 2008/09 | 2009/10 | 2010/11 |
| --------------------------------- | ------- | ------- | ------- | ------- | ------- | ------- | ------- | ------- |
| Зимові Олімпійські ігри           |         |         | 6       |         |         |         | 3       |         |
| Чемпіонати світу                  |         | 6       | 6       | 3       | 1       | 1       | 2       | 1       |
| Чемпіонати Європи                 |         | 4       | 2       | 1       | 1       | 1       | 2       | 1       |
| Чемпіонати Німеччини              | 1       | 1       | 1       | 1       | 1       | 1       |         | 1       |
| Фінали Гран-Прі                   |         |         | 3       | 2       | 1       | 3       | 3       | 1       |
| Етапи Гран-прі: «Trophée Bompard» |         |         |         |         |         | 3       | 1       | 1       |
| Етапи Гран-прі: «Skate America»   |         |         |         |         |         | 1       |         | 1       |
| Етапи Гран-прі: «Skate Canada»    |         |         | 1       |         | 1       |         | 1       |         |
| Етапи Гран-прі: «Cup of China»    |         |         |         | 3       |         |         |         |         |
| Етапи Гран-Прі: «Cup of Russia»   |         | 3       |         | 1       | 2       |         |         |         |
| Етапи Гран-Прі: «NHK Trophy»      |         |         | 2       |         | 1       |         |         |         |
| Турніри «Nebelhorn Trophy»        |         | 3       | 1       |         | 1       | 1       | 1       |         |

(у парі з Станіславом Морозовим)
| Змагання/Сезон                          | 1998-99 | 1999-00 | 2000-01 | 2001-02 |
| --------------------------------------- | ------- | ------- | ------- | ------- |
| Зимові Олімпійські ігри                 |         |         |         | 15      |
| Чемпіонати світу                        |         |         | 9       |         |
| Чемпіонати Європи                       |         | 7       | 6       |         |
| Чемпіонати світу серед юніорів          | 13      | 12      | 1       |         |
| Чемпіонати України                      | 2       | 1       | 1       |         |
| Етапи Гран-Прі: «Skate Canada»          |         |         | 6       |         |
| Етапи Гран-Прі: «Cup of Russia»         |         | 4       |         |         |
| Турніри «Nebelhorn Trophy»              |         | 1       |         |         |
| Етапи юніорського Гран-Прі: JGP Croatia |         | 1       |         |         |
| Фінал юніорського Гран-Прі              |         | 1       |         |         |